# Rotaliconus
Rotaliconus es un género de foraminífero bentónico de la subfamilia Pararotaliinae, de la familia Rotaliidae, de la superfamilia Rotalioidea, del suborden Rotaliina y del orden Rotaliida. Su especie tipo es Rotaliconus persicus. Su rango cronoestratigráfico abarca el Luteciense superior (Eoceno medio).

## Clasificación
Rotaliconus incluye a la siguiente especie:
- Rotaliconus persicus †